# Sezimovo Ústí (przystanek kolejowy)
Sezimovo Ústí – przystanek kolejowy w miejscowości Sezimovo Ústí, w kraju południowoczeskim, w Czechach. Znajduje się na linii 202 Benešov – Czeskie Budziejowice, na wysokości 415 m n.p.m..  

## Linie kolejowe
- 220: Benešov – Czeskie Budziejowice